# مرینا آنتسیبور
مرینا آنتسیبور (اوکراینی: Марина Миколаївна Анцибор؛ زادهٔ ۱۰ اکتبر ۱۹۸۷) اسکی‌باز صحرانوردی اهل اتحاد جماهیر شوروی سوسیالیستی است.وی همچنین از اسکی‌بازان اسکی صحرانوردی در بازی‌های المپیک زمستانی ۲۰۱۰ تا ۲۰۱۸ بوده است.